# Tjeckoslovakiska försvarslinjen

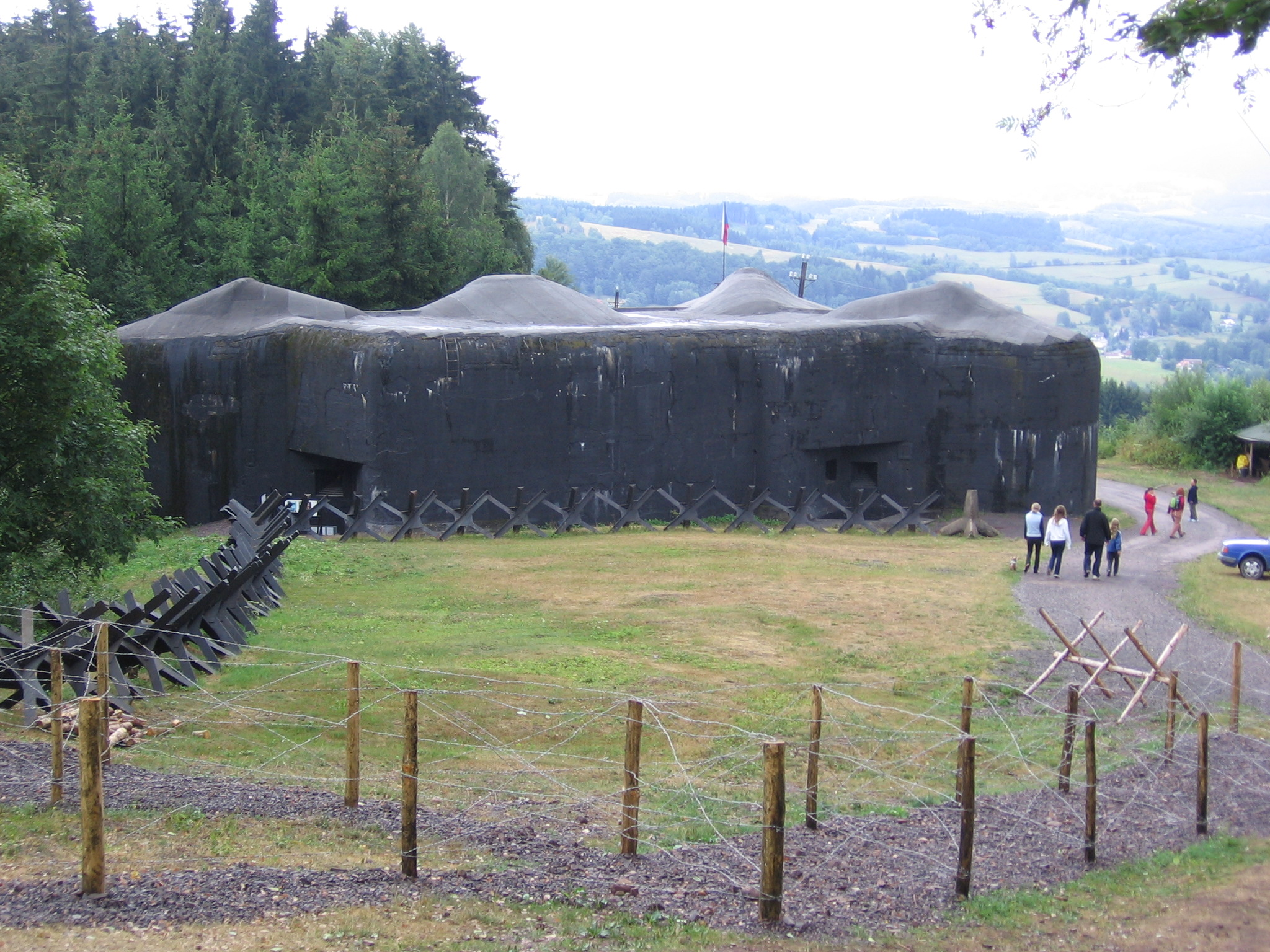
T-S 73 Polom.

Tjeckoslovakiska försvarslinjen är en försvarslinje uppförd i Sudetområdet i dåvarande Tjeckoslovakien med syftet att skydda mot ett tyskt anfall. Byggandet av försvarslinjen pågick mellan åren 1934 och 1938 och var tänkt att stå färdigt någon gång runt 1941–1942, men byggandet hann aldrig avslutas innan dess funktion spelat ut sin roll sedan området införlivats i det tyska riket. I denna försvarslinje ingick lätta och tunga befästningar, taggtråd och pansarvagnshinder i form av diken och tjeckiska igelkottar. Den tjeckiska försvarslinjen konstruerades med franska Maginotlinjen som förebild. Delar av den utrustning som ingick i denna försvarslinje återanvändes senare av tyska armén i konstruktioner som Atlantvallen och Siegfriedlinjen. Befästningen Březinka har bevarats som museum.